# Géopositionnement
 (octobre 2011).
Si vous disposez d'ouvrages ou d'articles de référence ou si vous connaissez des sites web de qualité traitant du thème abordé ici, merci de compléter l'article en donnant les références utiles à sa vérifiabilité et en les liant à la section « Notes et références ».
Le géopositionnement désigne l'ensemble des moyens permettant de calculer la position d'une personne ou d'un objet dans l'espace terrestre ou sous-marin. 

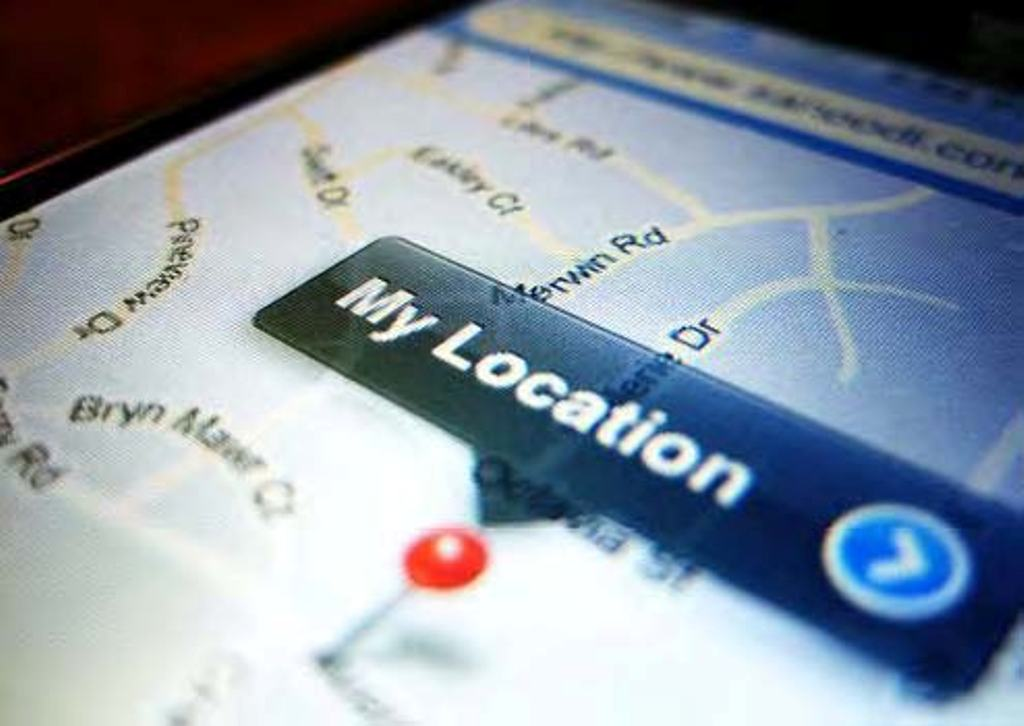
Avec la diffusion des smartphones et autres terminaux mobiles équipés de GPS, le géopositionnement s'est fortement démocratisé

D’origine militaire, il est désormais présent dans de très nombreuses applications civiles et de plus en plus basé sur l'accès universel et automatique à des coordonnées et positions géographiques (à tout moment, en tout lieu, en extérieur ou en intérieur, depuis de multiples sortes de terminaux). Son coût diminue. Il peut être source de divulgation de données personnelles.

## Description
Le géopositionnement favorise une nouvelle dynamique d'appropriation de l'espace territorial et une nouvelle révolution numérique en cours. Elle a commencé avec la croissance de l'économie des applications civiles du GPS. Maintenant, les différents systèmes régionaux SBAS dérivés du GPS (comme EGNOS ou WAAS développés par hybridation du GPS pour l'aviation civile) offrent couramment une précision métrique. La naissance d'une concurrence dans les Global Navigation Satellite Systems (GNSS), notamment avec le prochain déploiement du système européen Galileo à couverture mondiale, contribue à la croissance de l'économie du géopositionnement.
La dynamique du géopositionnement est impulsée par la convergence des cycles courts de l'innovation dans les communications hertziennes, par des progrès spectaculaires dans les terminaux de grande diffusion (PC, téléphones intelligents et smartphones), par les nouvelles performances de la cartographie numérique et par l'essor en marche de l'Internet mobile.

## Histoire
Les systèmes de géo-positionnement par triangulation datent d'il y a plusieurs siècles au moins. 
Le géopositionnement subaquatique  et sous-marin (actuellement généralement basé sur des signaux acoustiques et des balises/transpondeurs et un récepteur GPS en surface, associé à un compas magnétique) est d'une grande valeur scientifique, et d'une valeur tactique et stratégique pour les militaires ou les industriels (prospection et exploitation offshore notamment) souhaitant utiliser certaines ressources marines. Il a été développés pour les militaires dans les années 1950 et 1960 notamment par la marine américaine, et il continue à être développé, par exemple pour diriger des drones sous-marins ou surveiller la dérive des continents ou certaines déformations de la croûte terrestre sur les fonds océaniques. « Contrairement aux systèmes GNSS la couverture des systèmes de positionnement sous-marin n’est pas globale, mais locale ».
Le terme de géopositionnement a été utilisé dès fin 2003 à l’occasion d’analyses des nouvelles tendances des services et usages du GPS vis-à-vis des mobilités et transports terrestres et de travaux prospectifs sur les applications futures de masse de GALILEO vis-à-vis de domaines. Un ouvrage collectif « Géopositionnement et mobilités, GPS, EGNOS, GALILEO », a été publié à l’automne 2009 par l’UTBM, Université de Technologie de Belfort Montbéliard, avec une préface de l’Union européenne et une introduction du CNES.
Il est couramment utilisé aujourd'hui pour la création d'itinéraires , souvent alors associé à des systèmes d'information géographique et des logiciels de description de l'environnement naturel.

## Utilité
Le géopositionnement permet de créer une intelligence « services » en aval de l’industrie spatiale et les applications des GNSS sont l’occasion d’impulser le « greening » des transports, avec des solutions pour réduire les besoins en énergie et relever les défis de protection de l'environnement, faciliter le déplacement de non-voyants, etc. Le géopositionnement sera la clé de nouvelles solutions pour les voitures vertes.
Il permet le développement de nouvelles chaînes d'informations et solutions numériques pour contrôler l'accès aux infrastructures, optimiser les trafics, contrôler la mobilité des personnes, des biens ou des véhicules, améliorer la gestion des routes ou des transports publics, augmenter l'intelligence dans véhicules, etc.
Le géopositionnement sera au cœur d’applications pour les métiers mobiles et les professionnels en déplacement et pour les diverses formes de services publics (Il est particulièrement utile aux services de secours, pompiers, médecins. 
Les applications du géopositionnement en faveur des mobilités personnelles ou collectives et des systèmes de transports terrestres (notamment routiers), représentent des marchés de grandes diffusions. Elles sont susceptibles de générer, directement ou indirectement, de multiples activités civiles et de nombreux emplois. Les activités culturelles nomades, le tourisme, les sports de plein air et le « geo-marketing » représentent également un potentiel important d’applications multimédia « de proximité » et/ou « de précision ». Les puces GPS actuelles (par exemple celles couramment embarquées dans les téléphones intelligents) peuvent recevoir les signaux SBAS et permettent la conception de services à valeur ajoutée avec une précision métrique.

## Démocratisation du géopositionnement
Diverses applications de plus en plus disponibles du géopositionnement permettent de nouvelles formes de perception, de gestion et d'interactions de l’homme avec ses environnements spatiaux, ses territoires et ses mobilités.
Les systèmes numériques fondés sur le géopositionnement comptent parmi les vecteurs clés d’approches territoriales collectives nouvelles, au travers de systèmes de gestion des mobilités, de services publics d’information, de supports aux activités culturelles et sociales et d'outils des réseaux et relations humaines de proximité. Ces systèmes induits par le géopositionnement constituent désormais une nouvelle composante de l'attractivité territoriale. 
Leur déploiement repose sur la conduite de projets numériques complexes, sur l’impulsion d’approches fédératrices et/ou normatives nouvelles, sur l’élaboration de stratégies territoriales à long terme (pour investir dans de nouvelles chaînes d'informations locales, bases de données ou contenus) ou sur le montage d’expérimentations.

## Conditions
Comme pour tous les domaines de l’économie numérique en général et des communications mobiles en particulier, le géopositionnement exige pour son développement des politiques et stratégies publiques vigoureuses, ambitieuses et mais bien ciblées pour, par exemple, faciliter la recherche l’innovation et l’expérimentation, concourir au développement de standards, participer aux investissements dans des bases de données, contenus ou systèmes d’information d’intérêts collectifs, réguler les pratiques, comme en matière de protections des libertés individuelles ou faciliter l’incubation fédérative de projets applicatifs transverses multi-acteurs, voire public/privés. De même, comme pour tous les domaines de l’économie numérique, le géopositionnement n’échappe pas au risque territorial et social de fracture numérique.